# Stanhopea maduroi
Stanhopea maduroi är en orkidéart som beskrevs av Dodson och Robert Louis Dressler. Stanhopea maduroi ingår i släktet Stanhopea och familjen orkidéer. Inga underarter finns listade i Catalogue of Life.

## Bildgalleri

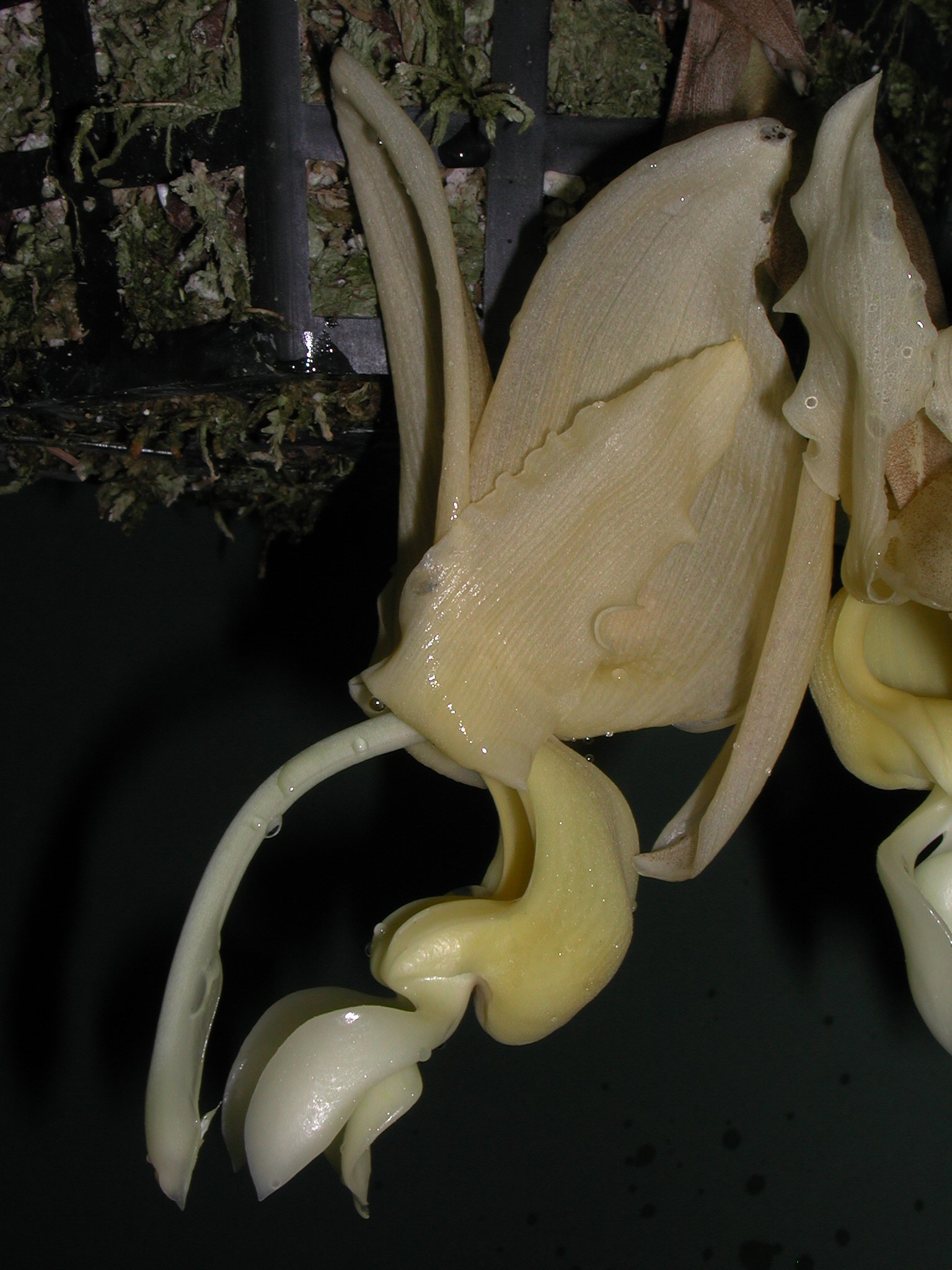
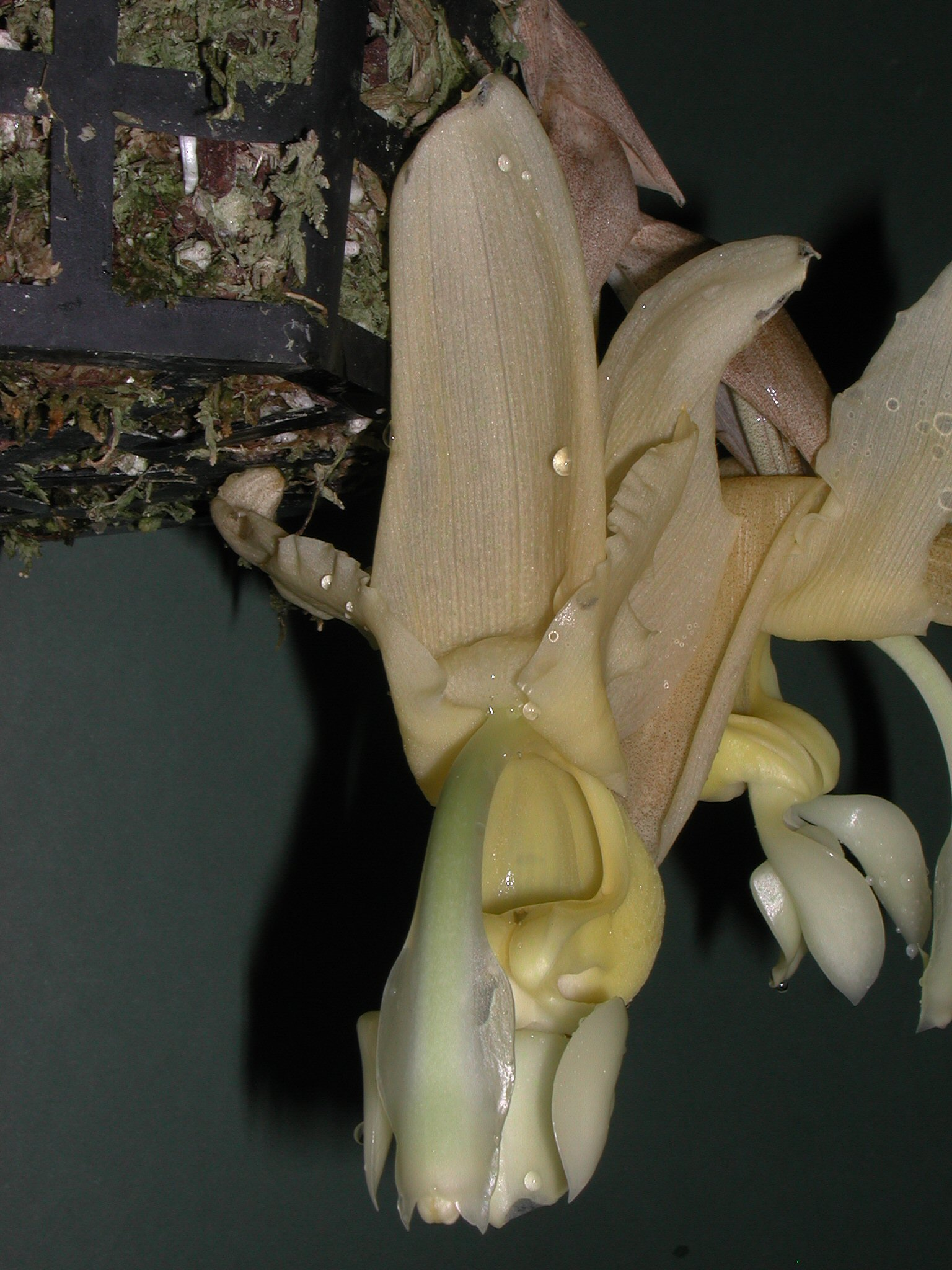